# Campionati mondiali di taekwondo 1993
I Campionati mondiali di taekwondo 1993 sono stati l'11ª edizione dei campionati mondiali di taekwondo, organizzati dalla World Taekwondo Federation, e si sono svolti a New York, negli Stati Uniti d'America, dal 19 al 21 agosto 1993.

## Medagliati

### Maschile
| Specialità | Oro                           | Argento                    | Bronzo                                                   |
| -50 kg     | Chin Seung-Tae Corea del Sud  | Gergely Salim Danimarca    | Carlos Ayala Yee Messico / Eamon Nolan Canada            |
| 54 kg      | Javier Argudo Spagna          | Alyson Yamaguti Brasile    | Hyon Lee Stati Uniti / Rubén Palafox Messico             |
| 58 kg      | Kim In-Kyung Corea del Sud    | Youssef Najem Sayed Canada | Walter Dean Vargas Filippine / Ching Beng Whong Malaysia |
| 64 kg      | Kim Byong-Cheol Corea del Sud | Milton Iwama Brasile       | David Kang Stati Uniti / Francisco Zas Spagna            |
| 70 kg      | Park Se-Jin Corea del Sud     | Victor Luke Canada         | Aziz Acharki Germania / Mustafa Dağdelen Turchia         |
| 76 kg      | Lim Young-Ho Corea del Sud    | Liu Tsulen Taiwan          | Andreas Pilavakis Cipro / Ahmed Zahran Egitto            |
| 83 kg      | Mikaël Meloul Francia         | Víctor Estrada Messico     | Luis Noguera Venezuela / John Wright Díaz Spagna         |
| +83 kg     | Kim Je-Kyoung Corea del Sud   | Ali Şahin Turchia          | Emmanuel Oghenejobo Nigeria / Thierry Troudart Francia   |

### Femminile
| Specialità | Oro                            | Argento                      | Bronzo                                                |
| -43 kg     | Isabel Cruzado Spagna          | Rahmi Kurnia Indonesia       | Gonca Güler Turchia / Vicky Slane Stati Uniti         |
| 47 kg      | You Su-Mi Corea del Sud        | Agueda Pérez López Messico   | Einas El-Said Anis Egitto / Gülnür Yerlisu Turchia    |
| 51 kg      | Tang Huiwen Taiwan             | Elisabet Delgado Spagna      | Diane Murray Stati Uniti / Won Sun-Jin Corea del Sud  |
| 55 kg      | Lee Seung-Min Corea del Sud    | Nuray Deliktaş Turchia       | Sarah Maitimu Paesi Bassi / Cathrin Vetter Germania   |
| 60 kg      | María Jesús Santolaria Spagna  | Park Kyung-Suk Corea del Sud | Mariana Aguerdo Argentina / Ineabella Díaz Porto Rico |
| 65 kg      | Kim Mi-Young Corea del Sud     | Morfou Drosidou Grecia       | Tsai Peishan Taiwan / Carolina Bejarano Colombia      |
| 70 kg      | Park Eun-Sun Corea del Sud     | Ekaterina Bassi Grecia       | Hsu Juya Taiwan / Veera Liukkonen Finlandia           |
| +70 kg     | Jung Myoung-Sook Corea del Sud | Adriana Carmona Venezuela    | Elisavet Mistakidou Grecia / Anna Widehov Svezia      |

## Medagliere
| Posizione | Paese         | Oro | Argento | Bronzo | Totale |
| --------- | ------------- | --- | ------- | ------ | ------ |
| 1         | Corea del Sud | 11  | 1       | 1      | 13     |
| 2         | Spagna        | 3   | 1       | 2      | 6      |
| 3         | Taiwan        | 1   | 1       | 2      | 4      |
| 4         | Francia       | 1   | 0       | 1      | 2      |
| 5         | Turchia       | 0   | 2       | 3      | 5      |
| 6         | Messico       | 0   | 2       | 2      | 4      |
| 7         | Canada        | 0   | 2       | 1      | 3      |
| 7         | Grecia        | 0   | 2       | 1      | 3      |
| 9         | Brasile       | 0   | 2       | 0      | 2      |
| 10        | Venezuela     | 0   | 1       | 1      | 2      |
| 11        | Danimarca     | 0   | 1       | 0      | 1      |
| 11        | Indonesia     | 0   | 1       | 0      | 1      |
| 13        | Stati Uniti   | 0   | 0       | 4      | 4      |
| 14        | Germania      | 0   | 0       | 2      | 2      |
| 14        | Egitto        | 0   | 0       | 2      | 2      |
| 16        | Argentina     | 0   | 0       | 1      | 1      |
| 16        | Cipro         | 0   | 0       | 1      | 1      |
| 16        | Colombia      | 0   | 0       | 1      | 1      |
| 16        | Filippine     | 0   | 0       | 1      | 1      |
| 16        | Finlandia     | 0   | 0       | 1      | 1      |
| 16        | Malaysia      | 0   | 0       | 1      | 1      |
| 16        | Nigeria       | 0   | 0       | 1      | 1      |
| 16        | Paesi Bassi   | 0   | 0       | 1      | 1      |
| 16        | Porto Rico    | 0   | 0       | 1      | 1      |
| 16        | Svezia        | 0   | 0       | 1      | 1      |
|           | TOTALE        | 16  | 16      | 32     | 64     |